# Gillis Samuelsson

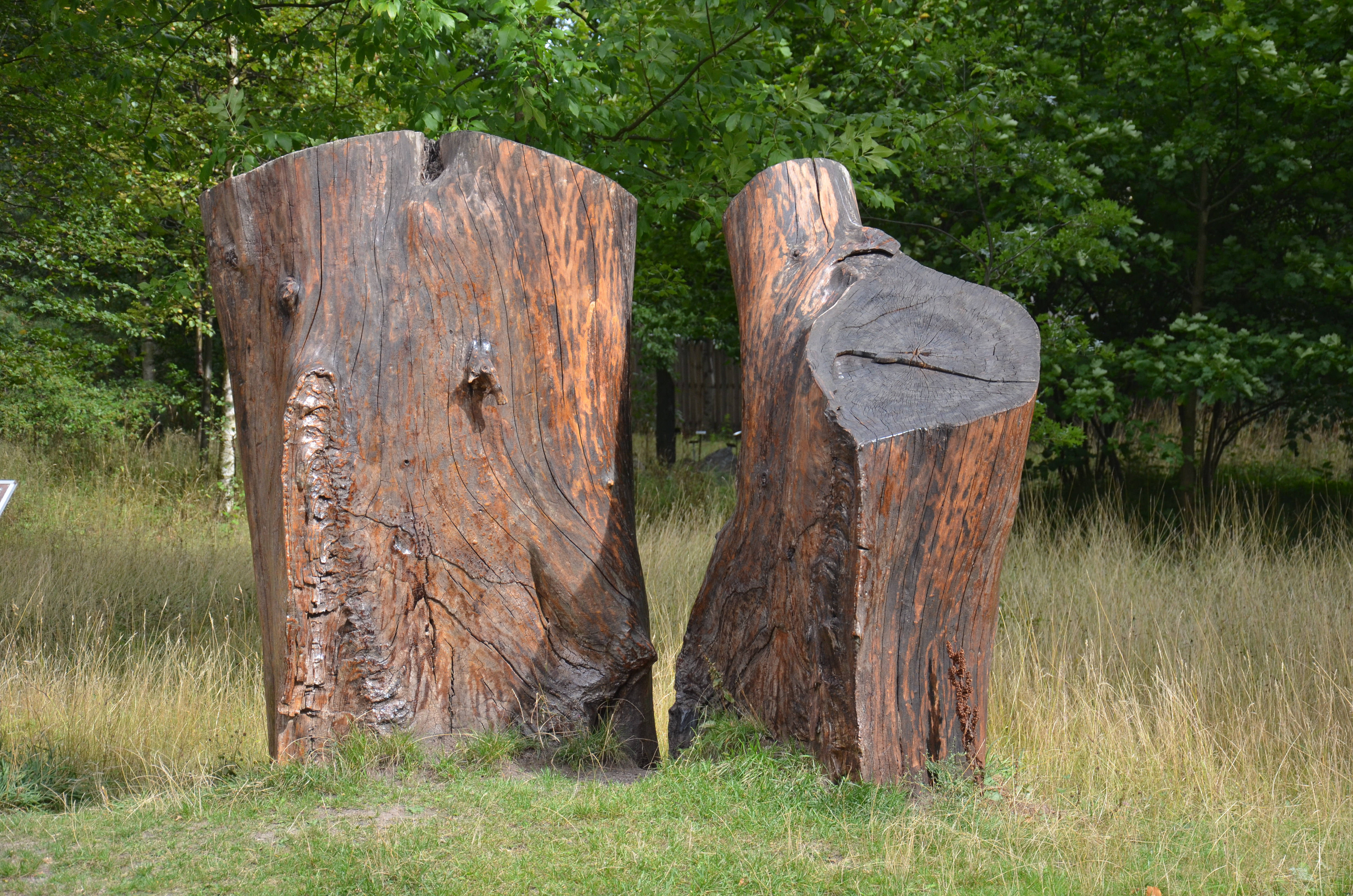
Resterna av ljusträdet i Lundagård

Josef Anders Gillis Samuelsson, född 20 mars 1940, är en svensk läkare och skulptör.
Gillis Samuelsson har varit professor i gerontologi vid Lunds universitet.

## Verk i urval
- Resterna av ljusträdet i Lundagård, almträ, 2001, Botaniska trädgården i Lund